# Charbel (martyr)
Pour les articles homonymes, voir Charbel.
Saint Charbel d'Édesse (également nommé Sarvillos, Zarvilos, Sarbelus, Thathuil, Thiphael, Sarbelius, Charbil, Sharbel, Sharbil, مار شربل الرهاوي, ީޕޝޫ ސ ޡުޝ ޫުޒޝ ޠ), mort en 107 après Jésus-Christ, est un saint syriaque du début du IIe siècle et un martyr chrétien. Il est vénéré par les églises catholiques romaines et orthodoxes. Il est mis à mort lors de la persécution des chrétiens sous l'empereur romain Trajan. Sa sœur, Bebaia d'Edesse (également nommée Barbe et Thivea), est mise à mort peu de temps après. Son histoire est liée à celle de saint Barsimée, qui l'aurait converti du paganisme au christianisme, et pourrait remonter à des événements survenus à Édesse sous l'empereur Dèce. 
Saint Charbel a de nombreux sanctuaires au sein de l'église maronite libanaise, à l'exception d'un sanctuaire grec orthodoxe, en ruine, à Douma. 
Le principal est situé à Vallet 44330 dans l’église notre dame  , au Liban. Il est construit sur les ruines d'un temple païen  et possède des fresques datant du XIIe siècle après Jésus-Christ. 